# 경남은행 (1970년~2014년)
경남은행(慶南銀行, Kyongnam Bank)은 1970년부터 2014년까지 존속하였던 대한민국의 지방은행이다. 본점은 경상남도 창원시 마산회원구 석전동에 위치해 있다.

## 개요
1968년 회사 설립을 발기하고 1970년 창립총회를 거쳐 업무를 시작하였으며 1972년 증권거래소에 주식을 상장하였다. 1997년 IMF 구제금융사건으로 인한 후유증으로 국제결제은행 기준 자기자본비율이 미달되자 2000년 11월 금융감독원의 경영개선요구를 받았고 2000년 12월 부실금융기관으로 지정되어 독자생존 불가 판정을 받았다. 2001년 3월 대형화 및 겸업화를 통한 국제경쟁력 강화를 위하여 예금보험공사가 공적자금을 투입하여 설립된 우리금융그룹의 자회사로 편입되었다. 2014년 5월 우리금융그룹으로부터 분리되어 KNB금융지주로 설립하였고 2014년 8월 KNB금융지주에 흡수합병되어 폐업하였다. 2014년 10월 BS금융지주의 자회사로 편입되었고 2015년 3월 BNK경남은행으로 상호를 변경하였다.

## 연혁
- 1970.04.15 창립총회
- 1992.05.22 본점 신축 이전
- 1997.07.15 울산광역시 금고업무 유치
- 1999.03.26 경상남도 금고업무 유치
- 2000.12.31 예금보험공사 출자
- 2001.04.02 우리금융지주 자회사로 편입
- 2003.03.10 전산센터 이전
- 2007.03.26 10본부 1단 21부 3실로 조직 개편
- 2014.05.01 우리금융지주로부터 인적분할
- 2014.08.01 KNB금융지주 흡수합병
- 2014.10.10 BS금융지주 자회사로 편입
- 2015.03.27 BNK경남은행으로 사명 및 CI 변경
- 2015.06.23 증권거래소 상장폐지

## 갤러리

2010년 8월 2일